# Chondrodactylus angulifer
Espèce
Statut de conservation UICN

 LC  : Préoccupation mineure
Chondrodactylus angulifer est une espèce de geckos de la famille des Gekkonidae.

## Répartition
Cette espèce se rencontre en Afrique du Sud, au Botswana et en Namibie.

## Description
Ce gecko nocturne a un aspect particulier. La peau est rugueuse, parsemée de petites protubérances blanches. La queue est épaisse et relativement courte, et présente ces mêmes protubérances alignées en bandes transversales. Les pattes sont assez fine par rapport au reste du corps. La tête est très massive, avec de gros yeux entourés d'un bourrelet de peau. Les couleurs dominantes sont le blanc-beige, le brun-marron et le orange-sable, avec quelques lignes brunes sur le dos et la tête.
Les œufs incubent durant deux à trois mois à 28 °C environ.

## Liste des sous-espèces
Selon The Reptile Database (13 septembre 2012) :
- Chondrodactylus angulifer angulifer Peters, 1870
- Chondrodactylus angulifer namibensis Haacke, 1976

## Publications originales
- Haacke, 1976 : The burrowing geckos of southern Africa, 4 (Reptilia: Gekkonidae). Annals of the Transvaal Museum, vol. 30, p. 53-70 (texte intégral).
- Peters, 1871 "1870" : Beitrag zur Kenntnis der herpetologische Fauna von Südafrika. Monatsberichte der Königlich Preussischen Akademie der Wissenschaften zu Berlin, vol. 1870, p. 110-115.